# Руссу Василь Петрович
Василь Петрович Руссу (1 серпня 1927, місто Аккерман, тепер місто Білгород-Дністровський Одеської області — ?) — молдавський радянський діяч, міністр зв'язку Молдавської РСР. Член Ревізійної комісії КП Молдавії в 1966—1986 роках. Кандидат у члени ЦК КП Молдавії в 1986—1990 роках. Депутат Верховної Ради Молдавської РСР 7—11-го скликань.

## Біографія
Народився в родині службовця.
У 1951 році закінчив Одеський державний політехнічний інститут.
У 1951—1952 роках — електромеханік Наличицького борошномельного комбінату.
У 1952—1955 роках — інженер, старший інженер Управління енергетики Міністерства житлово-комунального господарства Молдавської РСР.
У 1955—1960 роках — викладач будівельного та електромеханічного технікумів у місті Кишиневі.
У 1960—1963 роках — старший науковий співробітник Науково-дослідного інституту електротехнічної промисловості Ради народного господарства Молдавської РСР.
У 1963—1965 роках — директор Кишинівського електромеханічного технікуму Молдавської РСР.
Член КПРС з 1964 року.
У 1965 — 18 січня 1966 року — заступник міністра комунального господарства Молдавської РСР.
18 січня 1966 — 28 грудня 1989 року — міністр зв'язку Молдавської РСР.
Подальша доля невідома.

## Нагороди
- орден Жовтневої Революції
- орден Трудового Червоного Прапора
- орден Дружби народів
- медалі